# Кейв, Колби
Ко́лби Алекса́ндр Кейв (англ. Colby Alexander Cave); 26 декабря 1994, Норт-Батлфорд, Саскачеван, Канада — 11 апреля 2020, Торонто, Онтарио, Канада) — канадский хоккеист, выступавший на позиции центрального нападающего.

## Клубная карьера

### Юниорская карьера
Колби родился в Норт-Батлфорде, а вырос в городе Батлфорд. С 2009 по 2011 год выступал за клуб «Баттлфорд Старз» в юниорской хоккейной лиге Саскачевана. На драфте Западной хоккейной лиги 2009 года был выбран под 13-м номером командой «Кутеней Айс». 9 января 2011 года его права обменяли как часть сделки в клуб «Свифт-Каррент Бронкос» на нападающего Коди Икина. С 2011 по 2015 год выступал за клуб из Суифт-Каррента, за который провёл 287 встреч и набрал 202 (95+107) очка в регулярном сезоне, а также 15 встреч в плей-офф с 8 (4+4) очками соответственно. В своём третьем сезоне за «Бронкос» был назначен капитаном команды.

### Профессиональная карьера
Кейв был доступен для драфта НХЛ 2014, а в рейтинге независимой скаутской службы ISS_Hockey занимал 157-е место, однако никем выбран не был.

#### Бостон Брюинз
Будучи незадрафтованным, он подписал трёхлетний контракт новичка с «Бостон Брюинз» в апреле 2015 года, после чего был отправлен в АХЛ. 12 апреля провёл свой первый матч за фарм-клуб «Бостона» — «Провиденс Брюинз». Последующие 2 сезона также провёл в АХЛ. В сезоне 2017/18 был вызван в основную команду, а 21 декабря 2017 года провёл свою первую игру в НХЛ в матче против «Виннипег Джетс», играя в звене с Джейком Дебраском, который был хорошо ему знаком по клубу из Суифт-Каррента. Кейв провел на площадке 18 смен общей продолжительностью чуть более 11 минут и не набрал очков, после чего был отправлен обратно в «Провиденс». С сезона 2016/17 по 2018/19 Кейв был ассистентом капитана в «Провиденс Брюинз». Колби провёл также два матча в апреле 2018 года в составе основной команды, однако очков набрать вновь не смог.
В июле 2018 года «Бостон Брюинз» и Колби Кейв подписали новое двухстороннее соглашение, рассчитанное на 2 года и общую сумму $ 1,35 млн. 1 декабря 2018 года набрал своё первое очко в НХЛ в своём пятом матче сезона, отдав результативную передачу. 17 декабря забил свой первый гол в НХЛ в матче против «Монреаль Канадиенс» вратарю Кэри Прайсу. Помимо этого, в данной игре он отдал результативную передачу. После 20 матчей в сезоне 2018/19 за «Бостон Брюинз», в которых он набрал 5 (1+4) очков, Колби Кейв был выставлен «Бостоном» на драфт отказов. Всего за «Бостон Брюинз» провёл 23 матча, в которых набрал 5 (1+4) очков.

#### Эдмонтон Ойлерз
15 января 2019 года «Эдмонтон Ойлерз» забрали Колби Кейва с драфта отказов. Следующим днём он провёл первую игру в составе «нефтяников» в матче против «Ванкувер Кэнакс», а 21 февраля набрал свой первый результативный балл в составе «Ойлерз», отдав результативную передачу в игре против «Нью-Йорк Айлендерс».
В сезоне 2019/20 преимущественно играл в АХЛ за «Бейкерсфилд Кондорс», проведя лишь 11 матчей за «нефтяников», в которых он набрал одно очко, забив гол в игре с «Питтсбург Пингвинз». 21 февраля 2020 года Кейв провёл свой последний матч в НХЛ, где соперником была «Миннесота Уайлд», а 7 марта провёл свой последний матч в АХЛ, в котором забил гол вратарю «Стоктон Хит» Артёму Загидулину, после чего сезон в НХЛ был приостановлен до августа, а в АХЛ и вовсе отменён из-за пандемии коронавируса. Всего Колби Кейв за «Эдмонтон Ойлерз» провёл 44 встречи, в которых набрал 4 (3+1) очка.

## Международная карьера
В 2014 году принимал участие в молодёжной суперсерии в составе сборной Канады из игроков ЗХЛ в матчах против сборной России. Провёл 1 матч без набранных очков.

## Смерть
В апреле 2020 года Колби Кейв был помещён в медикаментозную кому в отделение интенсивной терапии больницы Саннибрук в Торонто после внутримозгового кровоизлияния. После он перенёс операцию по удалению коллоидной кисты, давившей на мозг и ставшей причиной серьёзного кровотечения. 11 апреля, несмотря на усилия врачей, Колби Кейв скончался в возрасте 25 лет.

## Статистика
| 2008/09     | Баттлфорд Старз       | SMHL        | 3  | 0  | 1  | 1  | 2  | —  | — | — | — | —  |
| 2009/10     | Баттлфорд Старз       | SMHL        | 42 | 15 | 21 | 36 | 40 | —  | — | — | — | —  |
| 2010/11     | Баттлфорд Старз       | SMHL        | 44 | 14 | 22 | 36 | 28 | —  | — | — | — | —  |
| 2010/11     | Баттлфорд Норт Старз  | SJHL        | 3  | 0  | 1  | 1  | 0  | —  | — | — | — | —  |
| 2010/11     | Свифт-Каррент Бронкос | ЗХЛ         | 1  | 0  | 0  | 0  | 0  | —  | — | — | — | —  |
| 2011/12     | Свифт-Каррент Бронкос | ЗХЛ         | 70 | 6  | 10 | 16 | 36 | —  | — | — | — | —  |
| 2012/13     | Свифт-Каррент Бронкос | ЗХЛ         | 72 | 21 | 20 | 41 | 39 | 5  | 2 | 2 | 4 | 8  |
| 2013/14     | Свифт-Каррент Бронкос | ЗХЛ         | 72 | 33 | 37 | 70 | 30 | 6  | 0 | 2 | 2 | 0  |
| 2014/15     | Свифт-Каррент Бронкос | ЗХЛ         | 72 | 35 | 40 | 75 | 52 | 4  | 2 | 0 | 2 | 2  |
| 2014/15     | Провиденс Брюинз      | АХЛ         | 1  | 0  | 0  | 0  | 0  | —  | — | — | — | —  |
| 2015/16     | Провиденс Брюинз      | АХЛ         | 75 | 13 | 16 | 29 | 27 | 3  | 2 | 1 | 3 | 5  |
| 2016/17     | Провиденс Брюинз      | АХЛ         | 76 | 13 | 22 | 35 | 52 | 17 | 1 | 5 | 6 | 18 |
| 2017/18     | Провиденс Брюинз      | АХЛ         | 72 | 11 | 22 | 33 | 29 | 4  | 0 | 0 | 0 | 2  |
| 2017/18     | Бостон Брюинз         | НХЛ         | 3  | 0  | 0  | 0  | 2  | —  | — | — | — | —  |
| 2018/19     | Провиденс Брюинз      | АХЛ         | 15 | 6  | 12 | 18 | 13 | —  | — | — | — | —  |
| 2018/19     | Бостон Брюинз         | НХЛ         | 20 | 1  | 4  | 5  | 8  | —  | — | — | — | —  |
| 2018/19     | Эдмонтон Ойлерз       | НХЛ         | 33 | 2  | 1  | 3  | 8  | —  | — | — | — | —  |
| 2019/20     | Эдмонтон Ойлерз       | НХЛ         | 11 | 1  | 0  | 1  | 4  | —  | — | — | — | —  |
| 2019/20     | Бейкерсфилд Кондорс   | АХЛ         | 44 | 11 | 12 | 23 | 24 | —  | — | — | — | —  |
| Всего в НХЛ | Всего в НХЛ           | Всего в НХЛ | 67 | 4  | 5  | 9  | 22 | —  | — | — | — | —  |